# Gary Collier
Pour les articles homonymes, voir Collier (homonymie).
Gary Collier, né le 8 octobre 1971, à Fort Worth, au Texas, est un ancien joueur américain de basket-ball. Il évolue aux postes d'arrière et d'ailier.

## Palmarès
- Meilleur joueur de la Conférence Missouri Valley 1994
- Coupe d'Allemagne 2000